# أرشر مارتين
أرشر مارتين (Archer John Porter Martin) هو كيميائي بريطاني ولد في الأول من مارس 1910 وتوفي في 28 جويلية 2002.
ولد أرشر مارتين في لندن ودرس الكيمياء والكيمياء الحيوية في جامعة كامبريدج. بين 1933 و1938 عمل في مختير دان للتغذية (Dunn Nutritional Laboratory) وثم عمل في مجموعة وول الصناعية للأبحاث (Wool Industries Research Association) في ليدز بين 1938 و1945. ادار بعد ذلك قسم الأبحاث في الكيمياء الحيوية بشركة بوتس للأدوية (Boots Pure Drug Compagny) في نوتنغهام. في سنة 1959 عين مديرا في مختبرات ابستوبري.
تحصل على جائزة نوبل في الكيمياء سنة 1952 مع ريتشارد سينج لاختراعهم وتطوير التقسيم اللونى: وهي تقنية تستخدم في خلطات فصل المواد الكيميائية مماثلة، التي أحدثت ثورة الكيمياء التحليلية.

## روابط خارجية
- أرشر مارتين على موقع الموسوعة البريطانية (الإنجليزية)
- أرشر مارتين على موقع مونزينجر (الألمانية)
- أرشر مارتين على موقع إن إن دي بي (الإنجليزية)